# Maucourt (Somma)
Maucourt – miejscowość i gmina we Francji, w regionie Hauts-de-France, w departamencie Somma.
Według danych na rok 1990 gminę zamieszkiwało 107 osób, a gęstość zaludnienia wynosiła 29 osób/km² (wśród 2293 gmin Pikardii Maucourt plasuje się na 890. miejscu pod względem liczby ludności, natomiast pod względem powierzchni na miejscu 996.).